# Роторуа (озеро)
Роторуа (англ. Lake Rotorua) — кратерное озеро на острове Северный в Новой Зеландии. Находится на территории региона Бей-оф-Пленти. Высота над уровнем моря — 280 м.
Озеро Роторуа является вторым по площади озером острова Северный: его площадь составляет 79,8 км². Длина наибольшего поперечника — 12,1 км. Ввиду того, что средняя глубина Роторуа составляет всего 10 м, оно существенно меньше по объёму близлежащего озера Таравера. Озеро образовалось на месте кальдеры Роторуа, входящей в вулканическую зону Таупо. Её последнее крупное извержение произошло около 220 тысяч лет назад. В Роторуа впадает несколько небольших рек и ручьёв, в том числе реки Утухина, Хамурана-Спринг, Нгонготаха. Озеро, в свою очередь, соединено каналом Охау с озером Ротоити, которое находится у северо-восточного побережья Роторуа. В центральной части Роторуа расположен небольшой остров — Мокоиа, с которым связана известная маорийская легенда о возлюбленных по имени Хинемоа и Тутанекаи. Ввиду высокой геотермальной активности вокруг озера, в Роторуа содержится большое количество серы, из-за которой цвет воды в нём имеет жёлто-зелёный оттенок.
На южном побережье озера находится крупный одноимённый город, а на западном — небольшой городок Нгонготаха. Природная уникальность озера делает его одним из популярнейших мест для посещения туристов.
Название Роторуа в переводе с языка маори означает «кратерное озеро». Полное название озера — Те-Роторуануи-а-Кахуматамомоэ (маори Te Rotoruanui-a-Kahumatamomoe), в честь Кахуматамоэмоэ, прародителя маори, приплывших на каноэ Арава.